# Ставидла
Стави́дла (укр. Ставидла) — село в Александровской поселковой общине Кропивницкого района Кировоградской области Украины.
До 2020 года входило в Александровский район
Население по переписи 2001 года составляло 484 человека. Почтовый индекс — 27332. Телефонный код — 5242. Код КОАТУУ — 3520587001.

## Известные уроженцы
- Батурин, Юрий Анатольевич (род.1972) — российский актёр театра и кино.
- Возный, Григорий Феофанович (1922—1991) — Герой Социалистического Труда.
- Задонцев, Антон Иванович (1908—1971) — советский и украинский растениевод и физиолог, академик ВАСХНИЛ.
- Кивгила, Николай Григорьевич  (06.12.1909—15.11.1991) — кавалер ордена Славы трёх степеней[1].